# Ptychostomum teres
Ptychostomum teres là một loài Rêu trong họ Bryaceae. Loài này được (Lindb.) J.R. Spence mô tả khoa học đầu tiên năm 2007.